# 海尔塞克利·艾哈迈德帕夏
海尔塞克利·艾哈迈德帕夏（土耳其語：Hersekli Ahmed Paşa，1459年—1517年7月21日），奥斯曼帝国将领、官员，曾于巴耶济德二世在位的1497-1498年、1503-1506年和1511年以及塞利姆一世在位的1512-1514年和1515-1516年共五次出任奥斯曼帝国宰相“大维齐尔”，是奥斯曼帝国第一位五次出任大维齐尔的官员，并曾于1506-1511年出任帝国海军元帅“卡普丹帕夏”。

## 出身
海尔塞克利·艾哈迈德帕夏大约出生于1455到1459年间，出生时名为“斯捷潘·海尔采戈维奇”，出身于波斯尼亚显赫的贵族家庭科萨查家族，是波斯尼亚王国强力贵族圣萨瓦大公斯捷潘·武克契齐·科萨查的第三个儿子。在斯捷潘之前，他父亲在第一段婚姻中还给他生育了几个同父异母的兄弟姐妹，包括波斯尼亚国王斯特凡·托馬斯的妻子卡塔琳娜王后，以及他父亲的接班人弗拉迪斯拉夫·海尔采戈维奇。斯捷潘的家族隶属于波斯尼亚教会，但像他们的多数同胞一样，并不是笃信的基督徒。

## 早年
1473年，少年的斯捷潘作为质子被送到了奥斯曼宫廷，在那里他改名为艾哈迈德，皈依了伊斯兰教，得到了专业的培训和考察，并最终得以成为一名奥斯曼将领和官员。1479年，他参加了蘇丹穆罕默德二世对阿尔巴尼亚斯库台的远征。穆罕默德二世去世后，他隶属于布尔萨的许代文迪加尔·桑加厄（Hüdevendigar Sancağı）贝伊麾下。在巴耶济德和杰姆苏丹兄弟因苏丹之位而爆发内战后，艾哈迈德是属于巴耶济德一边的。1484年，他被任命为安纳托利亚的一个贝勒贝伊。同年，他娶了苏丹巴耶济德二世的女儿洪迪哈敦（Hundi Hatun），成为了奥斯曼帝国的驸马“達馬特”。
1485年，奥斯曼-马穆鲁克战争在丘库罗瓦拉开了帷幕，巴耶济德二世从海上和路上发起了对马穆鲁克的战争。由卡拉曼新任总督（贝伊）卡拉格兹·穆罕默德帕夏（Karagöz Mehmet Paşa）率领的主要有地方军组成的奥斯曼帝国军队，击溃了反叛的图尔古特卢和瓦尔萨克部落，占领了奇里乞亚的很多要塞。1486年2月9日，卡拉格兹·穆罕默德的军队在阿达纳城外被马穆鲁克所击败。包括“耶尼切里”军团在内的从伊斯坦布尔来的援军，由苏丹和艾哈迈德帕夏率领，但是3月15日，会师后的奥斯曼军队还是被击败了。 卡拉格兹·穆罕默德帕夏败逃，海尔塞克利·艾哈迈德帕夏受伤被俘，奇里乞亚又被马穆鲁克夺回。

## 出任大维齐尔
1497年，海尔塞克利·艾哈迈德帕夏接替科贾·达武德帕夏出任帝国宰相“大维齐尔”，这是他第一次被任命为大维齐尔，在接下来直到1516年的20年间，他曾五次出任这一职务。艾哈迈德第一次出任大维齐尔仅一年时间，第二年就被小钱达尔勒·易卜拉欣帕夏取代了。1499年，艾哈迈德参加了对勒班陀的远征。1502年12月，艾哈迈德接替哈德姆·阿里帕夏第二次出任大维齐尔。1503年8月，他签署了一项与威尼斯的和约，与匈牙利达成了停战。1506年9月7日，艾哈迈德自请离职，由哈德姆·阿里帕夏接替。同年，被任命为盖利博卢桑贾克贝伊和帝国海军元帅“卡普丹帕夏”。1511年7月17日，艾哈迈德接替哈德姆·阿里帕夏第三次被任命为大维齐尔，但9月份就因为耶尼切里军团的要求被撤，取而代之的是科贾·穆斯塔法帕夏。1512年，苏丹塞利姆一世登基，科贾·穆斯塔法帕夏被处死后，艾哈迈德第四次出任大维齐尔，直到1514年10月28日离职。1515年9月8日，他在继任者杜卡金扎德·艾哈迈德帕夏被处死后第五次出任大维齐尔，七个多月后的1516年4月26日再次被撤职，而且被关入了大牢，后来因被赦免才被放了出来。1517年在苏丹塞利姆一世远征埃及之时，他负责留守布尔萨，苏丹在征服埃及之后还曾邀请他前往开罗。1517年7月21日，艾哈迈德帕夏造访伊斯坦布尔返回途中，在杜尔卡迪尔省克泽尔徹尔去世。艾哈迈德帕夏的墓地位于伊兹米特湾岸边的艾哈迈德帕夏清真寺。

## 家庭
- 父亲斯捷潘·武克契齐·科萨查（英语：Stjepan Vukčić Kosača）：圣萨瓦大公（英语：Duchy of Saint Sava）
  - 姐姐卡塔琳娜（英语：Catherine of Bosnia）：波斯尼亚王后
  - 哥哥弗拉迪斯拉夫·海尔采戈维奇（英语：Vladislav Hercegović）：圣萨瓦大公
- 妻子洪迪哈敦：巴耶济德二世之女
  - 女儿呼玛：去世于1551年之后
  - 儿子阿里贝伊：出生于1509年之前，去世于1545年之后
  - 儿子穆斯塔法贝伊：出生于1509年之前，去世于1582年之后